# Friedrich Ferdinand Illmer
Friedrich Ferdinand Illmer, auch Friedrich Ferdinand Illmer von und zu Wartenberg (* ca. 1640 in Wartenberg (Schlesien); † 15. Dezember 1698 in Wien) war Arzt, kaiserlicher Leibmedicus, erster theoretischer Professor der Medizinischen Fakultät und Rektor der Universität Wien.

## Leben
Friedrich Ferdinand Illmer war im Jahr 1657 Medizinstudent in Wien. Am 12. August 1658 erfolgte seine Repetition an der Medizinischen Fakultät in Wien. Anschließend wurde er Feldmedicus. Am 8. August 1661 trat er die Vertretung von Paul de Sorbait als Professor institutionum an der Medizinischen Fakultät in Wien an und wurde schließlich im Dezember 1662 Professor institutionum. Am 28. April 1664 wurde er zum Consiliarius des Collegium rationum des Konsistoriums der Universität Wien berufen. Im Jahr 1667 wurde Illmer Prokurator der ungarischen Nation der Universität Wien. Während der Pest in Wien 1679 war Illmer Pestarzt und übernahm im folgenden Winter das 1. Dekanat an der Medizinischen Fakultät in Wien. 1681 wurde er zum Ritter in den alten ungarischen Ritterstand mit Prädikat von und zu Wartenberg geschlagen. Es folgte die Berufung als kaiserlicher Leibmedicus im Jahr 1681/82 sowie 1682 als erster theoretischer Professor der Medizinischen Fakultät und 1683 als praktischer Professor.
Die Universität Wien machte ihn im Jahr 1684/85 zu ihrem Rektor. Anschließend folgte eine zweite Amtszeit als medizinischer Dekan. Am 29. Juni 1685 wurde er mit dem Beinamen Demokritus I. nach längerem Zögern Mitglied der Leopoldina. Die Leopoldina legte auf seine Mitgliedschaft und sogar sein Patronat sehr viel Wert und nahm dafür in Kauf, dass seine „schlecht stylisierten“ Beobachtungen in den „Ephemeriden“ zur Publikation gelangten.
Illmer führte im Spital der Barmherzigen Brüder in Wien mit seinen Studenten klinischen Unterricht durch. Am 3. März 1687 überließ Majestät Kaiser Leopold I. seinem Leibarzte Friedrich Ferdinand Illmer eine Heilquelle mit Badeanstalt in Ofen (=Buda). Die halb verfallenen Badestuben wurden von Illmer durch neugebaute Badestuben ersetzt.
Illmers Ehefrau und ein Sohn verstarben am 10. Dezember 1698. Drei Kinder erreichten das Erwachsenenalter. Nach Illmers Tod im Dezember 1698 trat Johann Ferdinand Hertodt von Todtenfeld Illmers Nachfolge an.

## Publikationen
- mit Franciscus Stockhamer, Johann Benedict Gründl und Hieronymus Milser: Roitschocrene, Das ist: Außführliche Beschreibung Deß In Unter-Steyer weit-berühmbten Roitischen Sauerbrunn, 1687.
- 1668 Beitrag in Pharmacopeia Regia und Discursus apologeticus von Johann Zwelfer.
- 1670 erste Beiträge in den Ephemeriden der Leopoldina.